# Sindeldorf
Sindeldorf is een plaats in de Duitse gemeente Schöntal, deelstaat Baden-Württemberg, en telt 607 inwoners (2006).